# Switłana Serbina
Switłana Wołodymyriwna Serbina (ukr. Світлана Володимирівна Сербіна; ur. 2 maja 1980) – ukraińska skoczkini do wody, olimpijka z Atlanty 1996 i z Sydney 2000, mistrzyni świata i brązowa medalistka mistrzostw Europy.

## Życie prywatne
Jej syn Ołeh Serbin również został skoczkiem do wody.

## Udział w zawodach międzynarodowych
| Impreza                       | Rok  | Miejsce | Konkurencja                      | Wynik  | Wynik   |
| Impreza                       | Rok  | Miejsce | Konkurencja                      | Punkty | Miejsce |
| ----------------------------- | ---- | ------- | -------------------------------- | ------ | ------- |
| Igrzyska olimpijskie          | 1996 | Atlanta | wieża 10 m indywidualnie         | 409.11 | 14.     |
| Igrzyska olimpijskie          | 2000 | Sydney  | wieża 10 m indywidualnie         | 230.64 | 32.     |
| Mistrzostwa świata w pływaniu | 1994 | Rzym    | trampolina 1 m indywidualnie     | 205.74 | 15.     |
| Mistrzostwa świata w pływaniu | 1994 | Rzym    | wieża 10 m indywidualnie         | 231.81 | 23.     |
| Mistrzostwa świata w pływaniu | 1998 | Perth   | wieża 10 m indywidualnie         | 428.13 | 13.     |
| Mistrzostwa świata w pływaniu | 1998 | Perth   | wieża 10 m synchronicznie kobiet | 278.28 | złoto   |
| Mistrzostwa Europy w pływaniu | 1997 | Sewilla | wieża 10 m indywidualnie         | 438.51 | brąz    |